# روي واتسون (لاعب كريكت)
روي واتسون (21 يونيو 1933 - ) (بالإنجليزية: Roy Watson)‏ هو لاعب كريكت أسترالي.

## وصلات خارجية
- روي واتسون على موقع إي آس بي آن كريك إنفو (الإنجليزية)